# Reinhold Joest
Reinhold Joest (Abtsteinach, 24 aprile 1937) è un ex pilota automobilistico e imprenditore tedesco, che ha preso parte a 9 edizioni della 24 Ore di Le Mans tra il 1969 e il 1981 e fondatore e proprietario della scuderia Joest Racing.

## Palmarès
- 500 km di Interlagos nel 1972

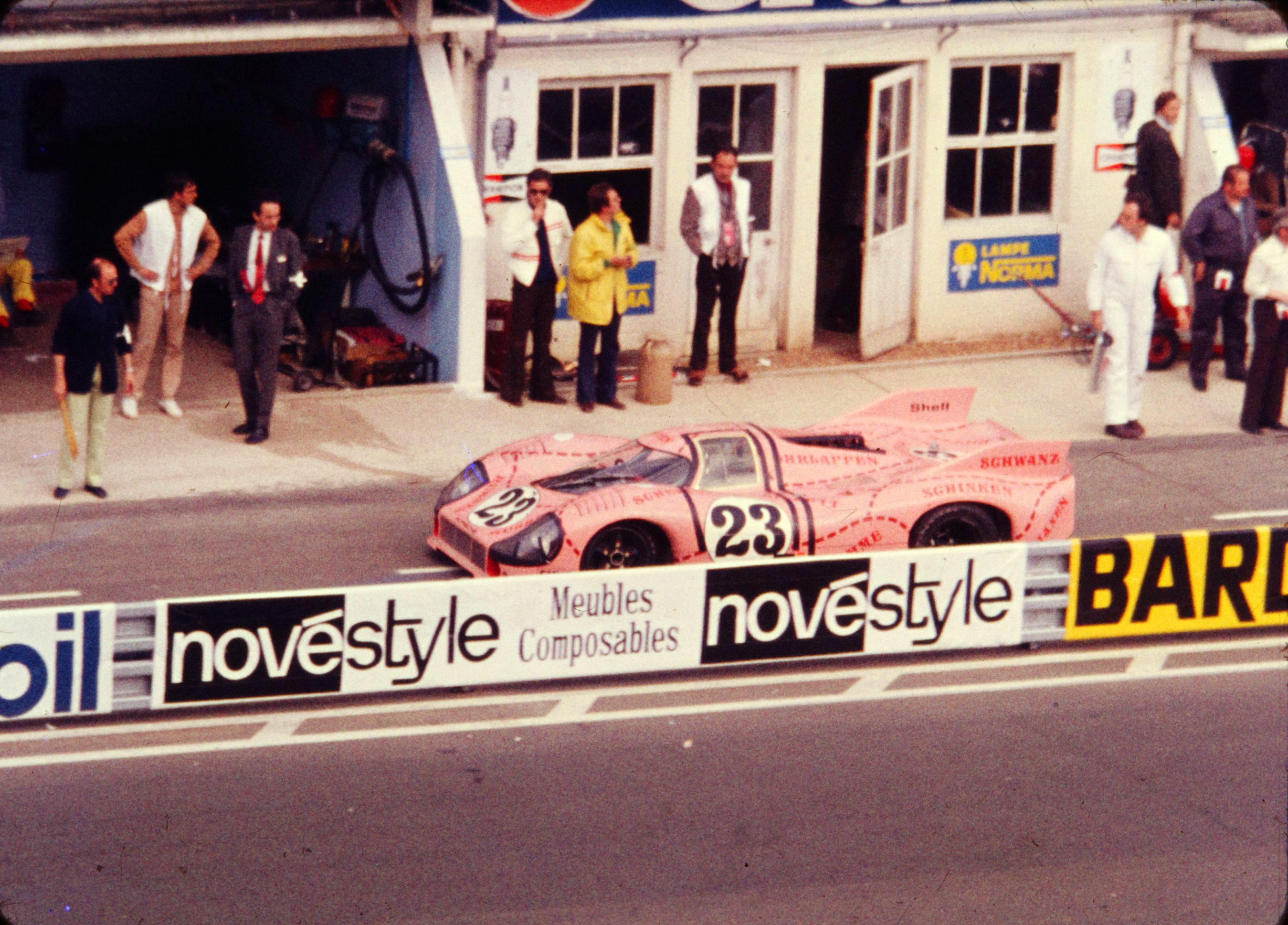
La Porsche 917 di Joest alla 24 ore di le Mans 1971

- Rossfeld Hill Climb - Berchtesgaden nel 1973
- European Sports Car Championship nel 1978
- 9 ore di Kyalami nel 1979 e nel 1981
- 24 Ore di Daytona nel 1980
- 2° alla 24 Ore di Le Mans 1980
- 3° alla 24 Ore di Le Mans 1972
- 3° alla 24 Ore di Le Mans 1978
- 4° alla 24 Ore di Le Mans 1975
- 6° alla 24 Ore di Le Mans 1969